# 鯨の爆発
鯨の爆発（くじらのばくはつ）とは、座礁鯨などの死体が、腐敗により死体内部にメタンガスなどが蓄積、膨脹し破裂する現象。「爆発」と呼ばれるものの燃焼するわけではない。
自然破裂するものや、クジラの腐敗死体を廃棄処分するための解体作業中に、刃物で切り付けた部分から皮が弾け、破裂する場合がある。また人為的に爆破したものもある。
破裂の模様は世界各地で度々報道され、SNSなどでシェアされている。

## 自然破裂したもの

### 台湾の爆発
2004年1月26日に台湾で、体長17メートル、体重50トンの腐敗したマッコウクジラが、体内に蓄積したガスによって爆発した。
1月24日台湾の南西部・雲林県の海岸にオスのクジラが着岸して死んだ。このマッコウクジラをトラックに積むために、3基の大型クレーン、50人の作業員を動員し、13時間以上かかった。
このクジラが移送される途中、英文台湾日報のウェブサイトは「雲林の住民と好奇心が強い見物人600人以上の群集、軽食屋や飲み物売りが寒さや冷たい風を冒して、巨大な海の怪物が引き上げられるのを眺めている」と報じている。王建平教授は、自らが勤める国立成功大学（台南市）で死後解剖する許可が拒否されたのち、そのクジラを四草野生動物保護区（台南市）に運ぶように命じた。そのクジラは大学の研究室から保護区までトラックに乗せられて台南市の中心街を通っているときに破裂した。爆発は壮観であったが、それでも研究者はその動物の死後解剖を諦めなかった。
この爆発は血とクジラの内臓を周囲の店先、見物人や自動車に撒き散らしたと伝えられている。BBCニュース・オンラインは、匿名の現地人をインタビューし、「臭くてめちゃくちゃだ。道路に飛び散った血やその他のものは、吐き気を催させる。それに臭いがひどい」というコメントを取っている。
破裂の後、台北時報は多くの男性がクジラのペニスの大きさに興味を持ったと記している。100人以上の地元の住民（大部分は男性）がペニスの大きさを見分しに死体を観に行ったそうである。
約1年以上の後、王教授はこのクジラの腐った遺体から骨格標本を作り上げた。組み立てられた標本といくつかの保存された内臓と臓器は2005年4月8日から同市安南区、台江鯨豚館で展示されている。

### フェロー諸島での爆発
2013年11月29日、フェロー諸島に打ち上げられたクジラを解体しようと腹部にノコギリを入れ始めたところ、体内に蓄積したガスにより破裂した。

## 意図的な発破で爆破したもの

### オレゴンの爆発
1970年11月、体長14メートル、重量8トンのコククジラが、オレゴン州フローレンス近傍の海岸に打ち上げられて死んだ。当時、オレゴン高速道路局（現在のオレゴン州運輸局）がこの海岸の管轄であり、クジラの死骸を取り除く責任を負っていた。米国海軍と協議の末、岩をどけるのと同じ方法でクジラをどけるのが最良であろうと結論付け、11月12日に、クジラを破砕するために500kgのダイナマイトを使った。この決定は、クジラを埋めてもすぐに顕れてしまうから意味がないだろうが、ダイナマイトを使えば鳥などの屍肉食（腐肉食）動物が片付けてくれる程度に小さい破片に分解することができるだろうと考えたためだった。この作業の責任者ジョージ・ソーントンは、当時、爆破のためにどの程度の量のダイナマイトが必要か全く見当がつかなかったと語ったと記録されている。後にソーントンは、この管区の技師デイル・アレンが狩りに出かけていたためにクジラを取り除く作業に抜擢されたのだと語っている。
爆破の結果はテレビのニュースリポーター、ポール・リンマンによってフィルムに記録されていた。リンマンは、「爆発がクジラの脂肪を信じられない範囲に飛び散らせた」ために「青臭い(land-lubber)記者」が今や「脂臭い(land-blubber)記者」になったと冗談を言った。この爆発によりクジラの脂肪の大きな塊が、海岸からかなり離れた距離にまで落下し、自動車を叩き潰した。しかしクジラの大部分は分解せずに残り、オレゴン高速道路局の局員が撤去しなければならなかった。
このニュースの終わりに、ポール・リンマンは「レーン地域に再びクジラが流れ着くことがあったとしても、責任者は何をするべきかを忘れないばかりでなく、何をするべきでないかも忘れることはないだろう」と述べた。1979年に41頭のマッコウクジラが近くに着岸したが、州の公園当局はそれを焼いて埋めたことが、オレゴン運輸局の従業員新聞 TranScriptで報じられた。現在、海岸の責任者は着岸して死んだクジラは沖へ曳航することにしている。腐ったコククジラの死体がサメをおびき寄せ、海岸の利用者を危険にさらすことになるためである。
近年まで鯨の爆破の話は単なる都市伝説だと考えられていた。しかし人気作家デイブ・バリーが1990年5月20日のマイアミヘラルドのコラムにこの事件の場面を書いたことで広く公衆の関心を集めた。いくらか後に、この記事の簡約版が「Farsideがオレゴンで現実に」というタイトルで電子掲示板で配信されてから、オレゴン州高速道路局にメディアから問い合わせの電話がかかりはじめた。しかし、この電子掲示板の記事は、その事件が25年も前に起こったことだということを伝えておらず、バリーの記事をコピーした誰かはその元記事の筆者が誰かを記すのを怠っていた。デイブ・バリーによると、定期的に誰かがその「作者不明」の記事が転送してきて、その事故になんらかの記事を書いただろうと言ってくるのだという。これらの見落としのために、オレゴン運輸局のTranscriptは、以下のように記した。
「電子掲示板にその話が掲示されてからというもの、我々は国中の詮索好きな記者からの問い合わせの電話がかかり始めた。」とオレゴン運輸局の広報コーディネータ、エド・ショープは語った。「彼らはそのクジラが最近流れ着いたものだと考えており、政府が脂肪のことでドジを踏んだニュースに興奮している。彼らはその話が25年の埃をかぶっていると知ると落胆している。」
「ショープは記者やオレゴン、サンフランシスコ、ワシントンD.C.およびマサチューセッツの単なる物好きからの電話の対応に追われている。ウォールストリートジャーナル、ワシントンDCの雑誌Governingが今年の6月号でその着岸したクジラについての不滅の伝説について特集した。そしてまだ電話は鳴り続けている。『定期的に問い合わせが来ます』とショープは語った。彼の電話はオレゴン運輸局のクジラホットラインと化した。『25年も前の話で未だに電話をかけてくる人がいるというのは面白いですよ。』」
KATUが報じたこのニュース映像は、後に、幾つかのウェブサイトで動画ファイルとして再掲載され、かなりよく知られたインターネットミームとなった。これらのウェブサイトは、アニマルライツ活動家の批判を引き付けた。彼らは動物虐待行動を茶化していると言って批判した。彼らの批判のeメールは、後に困惑したサイトの管理者によって公開された。
オレゴンの爆発するクジラの話は、一時期Usenetでも広く知られており、特に都市伝説のためのニュースグループ、alt.folklore.urbanで議論されていた。この事故は、バリーの記事の完全なコピーも含めて、このニュースグループの1991年のFAQに記録され、ピーター・ヴァンデルリンデンによってメンテナンスされた。その当時は「Tb」（真実だと信じられているが完全には立証されていない）に区分されていた。1992年に投稿者snopes (都市伝説のファクトチェックサイトSnopes.comの創設者デヴィッド・マイケルソン) がこれを本当か嘘かを確かめようと試みて、ニュースグループは真実であるという報告を受け、こうしてこの情報は真実に区分された。

### その他の事例
- 2001年8月6日、南アフリカ共和国、ポートエリザベスの40キロメートル西に着岸したザトウクジラを殺すために爆発物が用いられた。数週間後、またポートエリザベスの近くで、二頭目のザトウクジラが沖へ引き出され、船舶に影響がないように沖で爆破された。
- 2004年9月30日、南アフリカ共和国、イーストロンドンにあるボンザ湾に、成体のザトウクジラが着岸して死んだ。このクジラを沈めるために、当局は海へ曳航し、遠隔操作で爆破した。
- 2005年6月5日、アイスランドのハフナルフィヨルズゥルでも発生した。現地の波止場に漂着したクジラの死体が、人為的な爆発によって二つに分割され、沖へ引き出された。しかしその破片はすぐに吹き戻されたので、結局ロープで縛られた。

## フィクションにおけるクジラの爆発
クジラの爆発は、いくつかの著作で描かれるテーマのひとつでもある。
- オーストラリアの子供向けの本の著者ポール・ジェニングス（英語版）は、爆発するクジラと監視員と龍涎香が出てくる『Uncanny!:最も驚く物語』という本を書いた。
- 1937年にパトリック・オブライアンが書いた本『Two's Company』では大きなクジラが、二人の灯台守が住む孤立した灯台に打ち上げられて、「最悪な臭いにもかかわらず狂ったように餌を食らう海鳥とサメ」がやってくる。男は灯台に補給物資を届けに来た駆逐艦に、死体を処分するための爆薬を乞う。
- ダグラス・アダムズの『銀河ヒッチハイク・ガイド』（第18章～20章）では、マッコウクジラが人里離れた惑星の薄い大気の上空に実体化し、数マイルを地面まで落下して、突然の湿った落下音とともに、破裂したマッコウクジラの死体が入った幅約150ヤードのクレーターを作る。
  - 1990年代後半に人気があったパソコン用ロールプレイングゲーム『Fallout 2』ではダグラス・アダムズのネタが使われている。ゲーム中のランダムエンカウンターで、プレイヤーは砂漠の真ん中で巨大な爆発したマッコウクジラの死骸と遭遇する。
- アクションゲーム「Just Cause 2」では、ある地点に座礁したマッコウクジラの死骸がある。主人公は爆薬などを用いて死骸を爆破することにより、体内にあるアイテムを入手できる。なお、座礁地点は海岸ではなく、外洋と繋がっていない小さな湖の岸である。